# Trichostomum eckelianum
Trichostomum eckelianum är en bladmossart som beskrevs av Richard Henry Zander 1993. Trichostomum eckelianum ingår i släktet lansettmossor, och familjen Pottiaceae. Inga underarter finns listade i Catalogue of Life.